# Сунданское письмо
Сунданское письмо (сунд. ᮃᮊ᮪ᮞᮛ ᮞᮥᮔ᮪ᮓ ᮘᮊᮥ Aksara Sunda Baku) — письменность, использовавшаяся для сунданского языка в XIV—XVIII вв.

Сунданские согласные

Сунданские цифры

Сунданское письмо произошло от письма кави, которое, в свою очередь, берёт истоки от письма брахми — предка почти всех письменностей юго-восточной Азии.
Исторические факты свидетельствуют, что на территории западной Явы с V в. до настоящего времени применялось 7 письменностей:
- Паллава и пранагари: V—VII вв.
- Сунданское: XIV—XVIII вв.
- Яванское: XI век, XVII—XIX вв.
- Арабское: XVII — середина XX века.
- Какаракан: XIX—XX вв.
- Латиница: конец XIX — до сегодняшнего дня.

Стандартное письмо включает в себя 32 основных символа, состоит из 7 отдельных гласных (aksara Swara): a, é, i, o, u, e, eu, и 23 согласных с гласным а (aksara Ngalagena): ka-ga-nga, ca-ja-nya, ta-da-na, pa-ba-ma, ya-ra-la, wa-sa-ha, fa-va-qa-xa-za. Также имеются 2 нестандартных звука kha и sya для записи арабских согласных.